# جری مگوایر
جری مگوایر (به انگلیسی: Jerry Maguire) فیلمی ۱۳۹ دقیقه‌ای در سبک کمدی درام و ورزشی به کارگردانی کامرون کرو با بازی تام کروز، کوبا گودینگ جونیور و رنه زلوگر محصول سال ۱۹۹۶ است. این فیلم در پنج رشته نامزد جایزه اسکار شد که کوبا گودینگ جونیور توانست جایزه اسکار بهترین بازیگر مکمل مرد را از آن خود کند.
فیلم «جری مگوایر» با الهام از تجربه‌ای که نمایندهٔ ورزشی لی استاینبرگ—که مشاور فنی این فیلم نیز بود—در فصل ان‌اف‌ال ۱۹۹۳ با یکی از موکلانش یعنی تیم مک‌دونالد داشت، ساخته شد. مک‌دونالد در این فیلم نیز حضور کوتاهی دارد. این ماجرا زمانی رخ داد که «آزادسازی بازیکنان» (Free Agency) در لیگ معرفی شده بود. همچنین بخشی از الهام فیلم از یادداشت ۲۸ صفحه‌ای‌ای بود که جفری کتزنبرگ در سال ۱۹۹۱ در شرکت دیزنی نوشته بود.
فیلم «جری مگوایر» به‌دلیل بازی بازیگران و فیلمنامه‌اش نقدهای مثبتی دریافت کرد. این فیلم با بودجه‌ای ۵۰ میلیون دلاری، بیش از ۲۷۳ میلیون دلار در سراسر جهان فروش کرد. این فیلم نهمین اثر پرفروش سال ۱۹۹۶ شد. فیلم در پنج رشته نامزد دریافت جایزه اسکار شد، از جمله بهترین فیلم و بهترین بازیگر مرد برای تام کروز، و کوبا گودینگ جونیور جایزه بهترین بازیگر نقش مکمل مرد را دریافت کرد. همچنین فیلم در سه رشته برای گلدن گلوب نامزد شد و کروز جایزه گلدن گلوب بهترین بازیگر مرد – فیلم موزیکال یا کمدی را گرفت. در جوایز انجمن بازیگران نیز در سه رشته نامزد شد که گودینگ جایزهٔ بهترین بازیگر مکمل را برد.
«جری مگوایر» در گذر زمان محبوبیتی فرقه‌مانند پیدا کرد و چندین عبارت ماندگار آن وارد فرهنگ عامه شد، از جمله «تو با سلام من را بردی» و «پول را نشونم بده».

## موضوع
جری مگوایر مدیر برنامهٔ موفق بازیکنان ورزشی است و همیشه به دنبال یافتن کارها و موکلانی پر سود است تا اینکه اتفاقی موجب می‌شود تا نگاهش به شغلش به عنوان یک مدیر برنامه تغییر کند. او با نوشتن گزارشی بیان می‌کند که بهتر است تعداد موکلان یک مدیر برنامه کاهش یابد تا او بتواند رابطه عمیق‌تری با هر یک از آنان برقرار کند. انتشار این گزارش زندگی جری را برای همیشه تغییر می‌دهد…

## داستان
جری مگوایر، یک نماینده ورزشی ماهر و ۳۵ ساله است که برای شرکت اسپورتس منجمنت اینترنشنال (اس‌ام‌آی) کار می‌کند. پس از آن‌که پسر یکی از بازیکنان مصدوم از او انتقاد می‌کند، جری دچار دگرگونی فکری می‌شود و بیانیه مأموریتی می‌نویسد که در آن به نبود صداقت در حرفهٔ نمایندگی ورزشی اشاره می‌کند و خواستار آن می‌شود که با تعداد کمتری از موکلان کار کند تا بتواند رابطه‌ای صمیمانه‌تر و انسانی‌تر با آن‌ها برقرار کند.
در واکنش به این اقدام، مدیران اس‌ام‌آی، باب شوگر، شاگرد سابق جری را مأمور اخراج او می‌کنند. این باعث می‌شود که هر دو نفر برای حفظ موکلان جری رقابت کنند و با همهٔ آن‌ها تماس بگیرند. جری با رود تیدول، دریافت‌کنندهٔ تیم آریزونا کاردینالز و یکی از کوچک‌ترین موکلانش صحبت می‌کند. رود از دستمزد کمش ناراضی است و با سخنرانی‌ای بلند و پرحرارت جری را آزمایش می‌کند. در پایان گفتگو، جری موفق می‌شود رود را حفظ کند، اما باقی موکلانش را به شوگر می‌بازد.
پس از ترک دفتر، جری با صدای بلند اعلام می‌کند که می‌خواهد آژانس خودش را راه‌اندازی کند و می‌پرسد که آیا کسی مایل است همراه او بیاید. تنها کسی که پاسخ مثبت می‌دهد، دوروتی بوید، مادر مجرد ۲۶ ساله است. فرانک «کاش» کاشمن، ستارهٔ آینده‌دار پُست کوارتر‌بک که انتظار می‌رود انتخاب اول درفت ان‌اف‌ال باشد، ابتدا قول می‌دهد که با جری بماند. پدر فرانک اصرار دارد که فقط با یک دست‌دادن و تعهد شفاهی جلو بروند، اما جری بعداً متوجه می‌شود که فرانک و پدر نژادپرستش پنهانی با شوگر قرارداد بسته‌اند؛ این در حالی است که جری وقت گذاشته بود تا رود را به مدیران تیم‌های مختلف معرفی کند.
پس از مشاجره با نامزدش ایوری، که از نظر احساسی حامی او نبود، جری رابطه‌اش را با او قطع می‌کند. سپس به دوروتی نزدیک می‌شود، با پسر خردسال او، ری، رابطه‌ای صمیمانه برقرار می‌کند و سرانجام وارد رابطه‌ای عاشقانه با دوروتی می‌شود.
جری تمام تلاشش را بر رود، تنها موکل باقی‌مانده‌اش، متمرکز می‌کند، اما رود شخصیتی سخت‌گیر دارد. با کمبود پول، جری تلاش می‌کند با استفاده از رابطه‌ها، قرارداد رود را با آریزونا تمدید کند، اما تنها پیشنهادی اندک دریافت می‌کند. در حالی که رود برای گذران زندگی خانواده‌اش به قراردادی ۱۰ میلیون دلاری نیاز دارد، او و همسرش تصمیم می‌گیرند این پیشنهاد را رد کنند، هرچند جری هشدار می‌دهد اگر رود مصدوم شود، چیزی عایدش نمی‌شود.
با نبود درآمد، دوروتی درمی‌یابد که جری نمی‌تواند دستمزد کارکنان را بپردازد، و تصمیم می‌گیرد به سن‌دیگو برود تا شغلی با مزایای بیمه‌ای بهتر پیدا کند. جری که از دست دادن او را نمی‌خواهد، به انگیزهٔ تقسیم مزایای بیمه‌ای، پیشنهاد ازدواج می‌دهد و دوروتی که شیفتهٔ اوست، می‌پذیرد.
در ماه‌های بعد، رود و جری از خلال گفتگوهایی صریح و دشوار، به هم نزدیک‌تر می‌شوند. رود از جری می‌خواهد که با او صادق باشد و جری نیز با گفتن «کمکم کن تا کمکت کنم» او را قانع می‌کند که غر زدن را کنار بگذارد و با دل و جان بازی کند. رود حرف جری را گوش می‌کند، بازی درخشانی از خود نشان می‌دهد و تیم کاردینالز را پیش می‌برد. در این میان، ازدواج جری و دوروتی دچار مشکل می‌شود و دوروتی پیشنهاد می‌دهد پیش از آن‌که بیشتر از زندگی‌شان را ببازند، از هم جدا شوند.
در جریان مسابقهٔ شب دوشنبهٔ کریسمس بین کاردینالز و دالاس کابویز، رود توپ تاچ‌داون پیروزی‌بخش را می‌گیرد که راهیابی به پلی‌آف را برای کاردینالز تضمین می‌کند، اما به نظر می‌رسد آسیب جدی دیده است. پس از دقایقی ترسناک، او به هوش می‌آید و با رقص شادی برای تماشاگران شورانگیز جشن می‌گیرد. پس از این لحظهٔ تلخ‌وشیرین که در تلویزیون پخش می‌شود، جری و رود جلوی دوربین‌ها یکدیگر را در آغوش می‌کشند و نشان می‌دهند که رابطه‌شان از یک رابطهٔ صرفاً کاری به رابطه‌ای عمیق و انسانی تبدیل شده است—چنان‌که در بیانیهٔ مأموریت جری آمده بود.
جری که تحت تأثیر قرار گرفته، فوراً به خانه بازمی‌گردد و دوروتی را در جمع گروه پشتیبان زنان مطلقه که خواهرش راه انداخته، پیدا می‌کند. جری در مقابل جمع، سخنرانی احساسی‌ای می‌کند و می‌گوید که به او نیاز دارد و «تو منو کامل می‌کنی». دوروتی هم پاسخ می‌دهد: «ساکت شو... همون سلام اولت منو برد.»
رود در برنامهٔ Up Close از شبکهٔ ESPN با روی فایراستون ظاهر می‌شود. در جریان برنامه، می‌فهمد که جری برایش قراردادی ۱۱٫۲ میلیون دلاری با تیم کاردینالز بسته که امکان می‌دهد دوران حرفه‌ای‌اش را در آریزونا به پایان برساند. رود تحت تأثیر قرار می‌گیرد و از همه تشکر می‌کند، به‌ویژه از جری. جری و دوروتی جشن می‌گیرند و جری به سایر ورزشکاران حرفه‌ای که کار او با رود را دیده‌اند، معرفی می‌شود.
در پایان، جری و دوروتی در حالی دیده می‌شوند که همراه ری قدم می‌زنند و دربارهٔ آیندهٔ ورزشی ری به عنوان بازیکن بیسبال صحبت می‌کنند، چون جری متوجه پرتاب قدرتمند او شده است.

## بازیگران
| بازیگر             | نقش         |
| ------------------ | ----------- |
| تام کروز           | جری مگوایر  |
| رنه زلوگر          | دوروتی بوید |
| کلی پرستون         | آوری بیشاپ  |
| کوبا گودینگ جونیور | راد تیدول   |
| جاناتان لیپنیکی    | ری بوید     |
| جری اوکانل         | فرانک کوشمن |
| جی مهر             | باب شوگر    |